# 順如
順如（じゅんにょ、嘉吉2年（1442年）- 文明15年5月29日（1483年7月4日））は、室町時代中期から後期にかけての浄土真宗の僧。光善寺住持。本願寺8世法主蓮如の長子。母は伊勢氏庶流とされる伊勢貞房の娘如了。子に光淳室。諱は光助。幼名は光高。本願寺の法嗣とされていたが、父に先立って病死し、第9世法主は異母弟の実如が継いだ。

## 生涯
彼が誕生した時、父蓮如は第7世法主存如の庶長子の身分でしかなく、本願寺自体も零落して延暦寺傘下の青蓮院末寺の存在でしかなかった。14歳で母を失い、17歳の時本願寺住持家の宗家である日野勝光の猶子の資格で大僧正実助の元で得度する。実助は朝廷や室町幕府にも顔が利く人物であり、その後の彼の行動にも大きな影響を与える事になる。
寛正6年（1465年）、本願寺を継承した蓮如と本寺である延暦寺の対立から大谷本願寺が破却されるという寛正の法難が発生する。翌文正元年（1466年）、蓮如は万が一に備えて順如を後継にする事を決めるが、翌応仁元年（1467年）に蓮如が延暦寺に降伏した時、この事が問題となる。延暦寺は朝廷や幕府との繋がりのある順如が後継になった場合、その後ろ盾で本願寺が復活する事を恐れて、蓮如の隠居と同時に順如の廃嫡も求めたのである。蓮如は一旦はこれに応じざるを得ず、順如を廃嫡し異母弟実如に替えたが、後に本願寺が再興されるとなし崩しに破棄された。教団内部では順如が住持の時代があったと記す資料もあり、蓮如が仏法、順如が世俗を扱ったとの記録もあり、順如は実如の後見人として事実上の住持の役割を果たしていたとも推測されている。
文明元年（1469年）、順如は衰えたりとはいえ、依然として延暦寺に対抗するだけの勢力を有していた園城寺を説得して、大津南別所に顕証寺を建立する。親鸞の祖像はひとまず同寺に安置され、順如は住持として北陸布教のために畿内を離れた父・蓮如の名代として畿内門徒の統率と朝廷・幕府との交渉にあたった。やがて、蓮如が越前吉崎御坊に落ち着けると、順如もこの地をしばしば訪れて今後の方針を協議している。
だが、文明7年（1475年）、加賀門徒と守護富樫政親の対立が深刻化すると、順如自らが吉崎に乗り込み、下間蓮崇の反対を押しのけて蓮如と家族を連れて河内へと連れ出した。そこで蓮如と順如は山科に本願寺再興を計画する。文明13年（1481年）、順如は同じ浄土真宗の仏光寺派の内紛に関与して経豪（蓮教）ら同派幹部・門徒の本願寺受け入れを実現した。ところが、この頃から病気がちとなり、文明15年（1483年）、前年に完成した山科本願寺に入る事なく、顕証寺にて42歳の生涯を閉じた。光善寺は甥（妹如慶と常楽寺住持蓮覚の子）の光淳が婿養子として継承した。

## 人物
見識に溢れて豪放な人柄は蓮如の良き補佐役・後継者であったが、酒好きが寿命を縮めたとされる。また、美形であったとも伝えられ、本願寺が衰微していた頃、8代将軍足利義政が酒の席で戯れに順如に裸踊りの一種である「裸舞い」をするように命じた。順如は困惑しながらも本願寺再興の悲願のためには将軍の意に沿う必要があると考えて、裸となって見事な舞を見せたところ、義政から賞賛された。ところがその話があまりにも話題となりすぎたために、順如は行く先々で「裸舞い」を所望されて困り果てたという逸話が残されている。